# Herc’s Adventures
Herc’s Adventures (рус. Приключения Герка, от латинской транскрипции англ. Hercules — Геркулес) — приключенческая видеоигра, выпущенная в 1997 году LucasArts Entertainment на игровых платформах PlayStation и Sega Saturn. Релиз для PlayStation состоялся во всём мире, а версия для Sega Saturn вышла только в Северной Америке.
В плане стилистики и геймплея игра похожа на Zombies Ate My Neighbors. Игроку предстоят приключения в Древней Греции от лица одного из трёх персонажей: Геркулеса, Ясона, или Аталанты.

## Сюжет
Действие игры происходит в Древней Греции. Злой Аид похитил Персефону, дабы нарушить общегреческий мир. В итоге посевы начинают гибнуть, вода — портиться, а чудища — бродить по земле как хозяева. Чтобы остановить Аида, Зевс посылает могучего силача Герка, храброго аргонавта Ясона и меткую охотницу Аталанту. Вместе им предстоит побывать в самых известных местах Древней Греции, а также сразиться с инопланетянами на строительстве Пирамид и победить воинственное племя амазонок.

## Геймплей

Битва с первым боссом игры — Калидонским вепрем

Игра обладает классическим геймплеем для видеоигр подобного жанра, основной игровой процесс заключается в уничтожении противников, выполнении заданий и поиске возможности пройти ту или иную территорию. Сюжет же строится по принципу выполнения задания одного из богов, чтобы получить ключ, который поможет пройти к другому богу, и так до последнего уровня с Аидом. В то же время после получения 2-3 ключей у игрока появляется возможность вернуться в почти любое место на карте и снова подобрать оружие или предметы, которые могут вновь появляться на карте. В игре существует два основных параметра: здоровье и сила. Здоровье отвечает за повреждения, которые может перенести персонаж, и если оно опустится до нуля, то он умрёт и попадёт в ад. Ад выполнен в виде миниуровней, и из него можно убежать, но после пяти смертей наступит конец игры.
Единственной валютой в игре является драхма (в отличие от исторической, золотая, а не серебряная); на деньги можно купить увеличение силы, здоровья, оружие или просто проход в какую-либо местность. Например, в Эллисе за одну драхму можно купить увеличение силы, которое также влияет на запас сил. В другом городе, Афинах, игрок сможет увеличить шкалу здоровья. Улучшение показателей можно найти и просто на карте, так, гантель немного увеличит силу, а сердце — здоровье.
В игре есть два типа предметов, которые может использовать игрок. Они делятся на оружие и вспомогательные предметы. К первым относятся копья, бомбы, объедки, молнии и т. д., а ко вторым — разные дополнительные средства, вроде аптечек или капканов. Несмотря на то что основное оружие менять нельзя, игра даёт игроку множество оружия, которое можно подобрать и использовать, пока оно не закончится. Например, игрок может подобрать копья, которые хорошо использовать на дальней дистанции, или бомбы, которыми можно глушить злых рыб или просто наносить большие повреждения противнику. Многие виды оружия имеют юмористический подтекст, например бластеры инопланетян (которые добываются у самих же инопланетян), огромные спички в качестве огненного оружия или даже объедки, которые попадаются в огромном количестве, но при этом наносят максимально низкие повреждения.
Вспомогательные предметы, в свою очередь, дают игроку некоторые новые возможности. Например, он может поставить капкан или, выпив зелье Цирцеи, превратиться в свинью и пройти в узких отверстиях. Среди дополнительных предметов также встречаются аптечки, орлы, защищающие от противников, надувные коровы для отвлечения врага и лягушки, которые убивают комаров. Также слот для дополнительных предметов служит слотом для сюжетных предметов, но их нельзя использовать, кроме как отнести NPC.

## Графика
Игра выполнена в юмористическом, мультяшном стиле и содержит более 40 различных видов игрового ландшафта. В связи с этим большинство красок яркие, и практически все локации выполнены в позитивном ключе. Также отмечалось, что все игровые образы и типажи выполнены очень узнаваемо и идеально подходят к игровой задумке, не претендуя на какие-либо награды. Хотя движок игры выполнен в 2D, её стилистика и общий вид неплохо смотрелись для того времени. Несмотря на устаревший уже для того времени упор на спрайты, по мнению ряда критиков, разработчикам удалось создать ощущение участия игрока в настоящем мультфильме.

## Персонажи
Большинство персонажей игры взяты из древнегреческой мифологии, но все они были созданы в юмористическом ключе.

### Герои
- Герк (англ. Herc, сокр. от Геркулес) — главный герой, основной его плюс это сила, и уже в начале игры он может поднимать здания. В то же время он медленный. Оружие Герка — это деревянная дубина, которую он также может метать. Внешне он выполнен по стандартам изображения Геракла, в том числе Герк носит шкуру Немейского Льва, бороду и обладает хорошо развитой мускулатурой.
- Ясон (англ. Jason) — аргонавт, сражающийся ножом и рогаткой для атак на больших расстояниях. Качества Ясона как игрового персонажа были оценены довольно критически, так, Game Revolution называет его «совершенно бесполезным», так как в отличие от Герка и Аталанты он не имеет никаких важных или просто уникальных возможностей[4].
- Аталанта (англ. Atlanta — Атланта) — охотница, использующая в бою лук. Среди основных её плюсов — бесконечные стрелы и возможность устроить в определённом месте дождь из стрел, также бесконечное число раз. Она считается самым полезным персонажем игры, так как способна поразить любую цель и в то же время минимизировать повреждения благодаря дистанционной атаке[2][4].

### Боги
В игре древнегреческие боги выполняют роль NPC; если игрок выполнит их задание, то они дадут ему ключ, необходимый для дальнейшего прохождения игры. Каждый бог живёт в городе, который защищают гоплиты в определённой раскраске. Исключением являются воины Посейдона, которые выполнены в виде викингов в голубых доспехах, а гоплиты в голубой раскраске появляются на Крите, и Гера, у которой гоплиты появляются только в соседней Спарте. Следующие боги появляются в игре:
- Зевс (англ. Zeus) — самый могущественный из богов, он посылает героев спасти Персефону из плена Аида. Также Зевс периодически появляется, чтобы прокомментировать ход выполнения сюжетных заданий.
- Посейдон (англ. Poseidon) — морской король, помогающий героем в свержении Аида. Он даёт задание победить Минотавра в его лабиринте и в качестве награды даст ключ.
- Аид (англ. Hades) — бог царства мёртвых и главный злодей игры. Иногда он появляется, чтобы прокомментировать ход сюжета.
- Гера (англ. Hera) — хотя Гера всегда описывалась как женщина необычайной красоты, в игре она сделана толстой и уродливой. В начале игры она даёт задание принести ей корову Ио из Спарты, так как остальных коров она уже съела.
- Афина (англ. Athena) — образ Афины также кардинально изменён для игры. Она даст игроку ключ в обмен на голову Медузы Горгоны.
- Дионис (англ. Dionysus) — вечно пьяный бог вина. Чтобы получить ключ, игрок должен принести ему особый виноград, который охраняет Гидра.

## Оценки
| Сводный рейтинг       | Сводный рейтинг |
| Агрегатор             | Оценка          |
| --------------------- | --------------- |
| GameRankings          | 73,60 %         |
| Иноязычные издания    |                 |
| Издание               | Оценка          |
| GamePro               | 4,5/5           |
| GameRevolution        | B               |
| GameSpot              | 7,8/10          |
| IGN                   | 6/10            |
| OPM                   | 3/5             |
| Русскоязычные издания |                 |
| Издание               | Оценка          |
| «Игромания»           | [ 6 ]           |

По мнению Глена Рубинштейна из GameSpot, игра вышла в неудачное время, так как примерно в то же время была выпущена игра по мотивам популярного мультфильма о Геракле от Disney «Hercules». Поэтому в целом рецензия была выдержана в ключе сравнения игры с ней. В то же время он отмечает, что игра заметно выделяется из-за своего юмора и особенно благодаря диалогам и каламбурам в них. По его словам, это вместе с «неплохой и иногда более изысканной» графикой и хорошей глубиной геймплея делает «Herc’s Adventures» уникальной на фоне игры от Disney и даже многих других игр на тот момент.
Ему вторит рецензия на игру на сайте IGN. Авторы сайта называют игру смешным и забавным мультфильмом, в то же время обладающим захватывающим геймплеем.
Критик Game Revolution же оценивает игру намного сдержаннее, более акцентируя внимание на проблемах игры. Оценивая версию для Sega Saturn, он отмечает линейный сюжет, полную бесполезность персонажа Ясона вместе с плохой проработкой оружия в целом, а также «невероятно тупую» графику. Например, он акцентирует внимание, что интерфейс создаёт впечатление наличия возможности свободно путешествовать по миру в разные точки и выполнять задания в произвольной последовательности, но «фактически игра даёт нам ясно очерченный след, и если мы пойдём не туда, то не сможем пройти из-за слишком огромного валуна или отсутствия нужного оружия». Но при всём этом Game Revolution оценивает игру как «приятную для времяпрепровождения» и «забавную» и отмечает, что 2D-игры ещё могут быть весёлыми.
В рецензии на сайте Allgame был подведён такой итог:

Herc’s Adventures далеко до статуса величайшей игры, но она даёт довольно приятный игровой опыт и является игрой с высоким чувством юмора и играбельности.
Также журналист отметил сложность игры, разнообразие персонажей и игровой юмор. В то же время он раскритиковал графику игры, назвав её примитивной.